# Ceren Koç
Ceren Koç (Istanbul, 16 agosto 1993) è un'attrice turca, nota per aver interpretato il ruolo di Ebru Atasoy nella serie Mr. Wrong - Lezioni d'amore (Bay Yanlış).

## Biografia
Ceren Koç è nata il 16 agosto 1993 a Istanbul (Turchia), e oltre alla recitazione si occupa anche di teatro.

## Carriera
Ceren Koç dopo essersi laureata presso il dipartimento di statistica della Yıldız Technical University, ha studiato recitazione presso il dipartimento teatrale della facoltà di arte e design della Kadir Has University. Ha recitato negli spettacoli teatrali di Fırtına, Çukur e Phakama London. Nel 2012 ha fatto la sua prima apparizione come attrice nella serie Muhtesem Yüzyil. L'anno successivo, nel 2013, ha recitato nella serie Bizim Okul.
Dal 2014 al 2016 ha ricoperto il ruolo di Mine nella serie Gullerin Savasi. Nel 2017 ha interpretato il ruolo di Lalin nella serie Ver Elini ASk. L'anno successivo, nel 2018, ha recitato nel cortometraggio Evden Uzak diretto da Burak Kum. Nel 2019 ha interpretato il ruolo di Senay nella serie Tek Yürek. L'anno successivo, nel 2020, è stata scelta per interpretare il ruolo di Ebru Atasoy nella serie Mr. Wrong - Lezioni d'amore (Bay Yanlış) e dove ha recitato insieme ad attori come Can Yaman, Özge Gürel, Gürgen Öz, Fatma Toptaş e Cemre Gümeli. Nel 2021 e nel 2022 ha ricoperto il ruolo di Elif Korfali nella serie Ask mantik intikam.

## Filmografia

### Televisione
- Muhtesem Yüzyil – serie TV, (2012)
- Bizim Okul – serie TV, (2013)
- Gullerin Savasi – serie TV, (2014-2016)
- Ver Elini ASk – serie TV, (2017)
- Tek Yürek – serie TV, (2019)
- Mr. Wrong - Lezioni d'amore (Bay Yanlış) – serie TV, (2020)
- Love, Reason, Get Even (Ask mantik intikam) – serie TV, (2021-2022)

### Cortometraggi
- Evden Uzak, regia di Burak Kum (2018)

## Teatro
- Elektra'ya Yas Yaraşır (2018)

## Doppiatrici italiane
Nelle versioni in italiano dei suoi film e delle sue serie TV, Ceren Koç è stata doppiata da:
- Francesca Manicone[22] in Mr. Wrong - Lezioni d'amore[23]